# Астрон (телескоп)
Астрон е съветски астрономически спътник, изстрелян на 23 март 1983 г. в 12:45:06 UTC с ракета-носител Протон. Конструкцията му е базирана на тази на космическите апарати от програма Венера. Астрон е операционен за период от шест години и е най-големият ултравиолетов телескоп по това време.
Проекта Астрон е поет от един от най-големите специалисти в областта на извънатмосферната астрономия, Александър Боярчук (от 1987 г. академик в Съветската академия на науките). Космическият апарат е проектиран и конструиран от Кримската астрофизическа обсерватория и НПО Лавочкин.
Астрон има 80 cm ултравиолетов телескоп конструиран съвместно от СССР и Франция и рентгенов спектрометър на борда. Когато е бил в най-висока орбита (апогей 185 000 km) е можел да извършва наблюдения над земната сянка и над радиационния пояс.
Измежду най-важните наблюдения на телескопа са тези на свръхновата SN 1987A на 4-12 март 1987 г. и на Халеевата комета през 1985 г., което е позволило на група от съветски учени да направят модел на комата на кометата.